# 亨特斯維爾 (北卡羅萊納州)
亨特斯維爾（英語：Huntersville）是一個位於美國北卡羅萊納州梅克倫堡縣的城市。

## 人口
根據2020年美國人口普查的數據，亨特斯維爾的面積為107.62平方千米，當中陸地面積為107.08平方千米，而水域面積為0.54平方千米。當地共有人口61376人，而人口密度為每平方千米570人。